# Döberitzer Heide

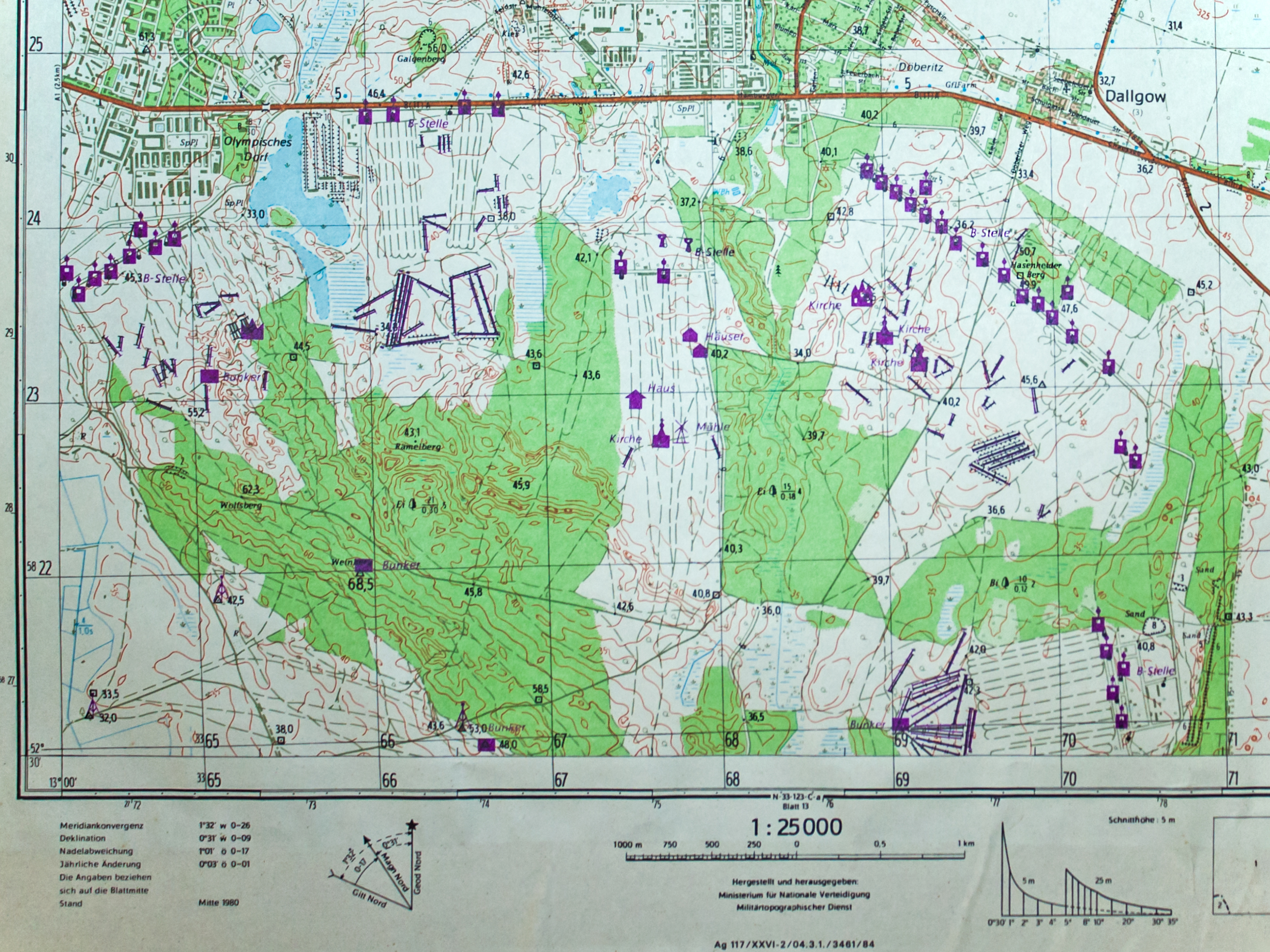
Militärtopographische Karte von 1980 zur Zeit der Nutzung durch die Rote Armee

Die Döberitzer Heide ist ein etwa 5000 Hektar großes, weitgehend im Havelland gelegenes Gebiet, das zum südöstlichen Teil der Landschaftseinheit Nauener Platte gehört. Das Gebiet umfasst im Wesentlichen den ehemaligen Truppenübungsplatz Döberitz, das zwei Naturschutzgebiete beinhaltet. Die Heinz Sielmann Stiftung hat auf gut 3600 Hektar ein europaweit einmaliges Naturschutzprojekt umgesetzt. Die Heidelandschaft liegt westlich der Berliner Stadtgrenze und südlich der Bundesstraße 5 und zieht sich bis an die Grenze der Landeshauptstadt Potsdam heran. 

## Militärische Nutzung
Die militärische Nutzung des Geländes begann 1713 mit ersten Truppenübungen unter Friedrich Wilhelm I. 1753 führte Friedrich II. ein erstes Großmanöver mit rund 44.000 Soldaten durch. Offiziell begann der Aufbau des Truppenübungsplatzes Döberitz erst 1892 unter Kaiser Wilhelm II. In den Jahren 1903 bis 1911 wurde die Heerstraße als Verbindung zwischen dem Truppenübungsplatz und dem Berliner Schloss auf der Spreeinsel gebaut. 1910 wurde der zugehörige Flugplatz Döberitz eröffnet. 1936 wurde die Döberitzer Heide während der Olympischen Spiele zur Durchführung einzelner militärischer Wettkämpfe genutzt.
Bis 1991 wurde das Gebiet intensiv durch die Rote Armee genutzt, die die Landschaft maßgeblich prägte. Nach dem Abzug der sowjetischen Truppen übernahm die Bundeswehr im Süden der Döberitzer Heide eine Fläche von etwa 550 ha als Standortübungsplatz für in Berlin und Potsdam stationierte Einheiten.

## Naturschutzgebiet und Naturlandschaft

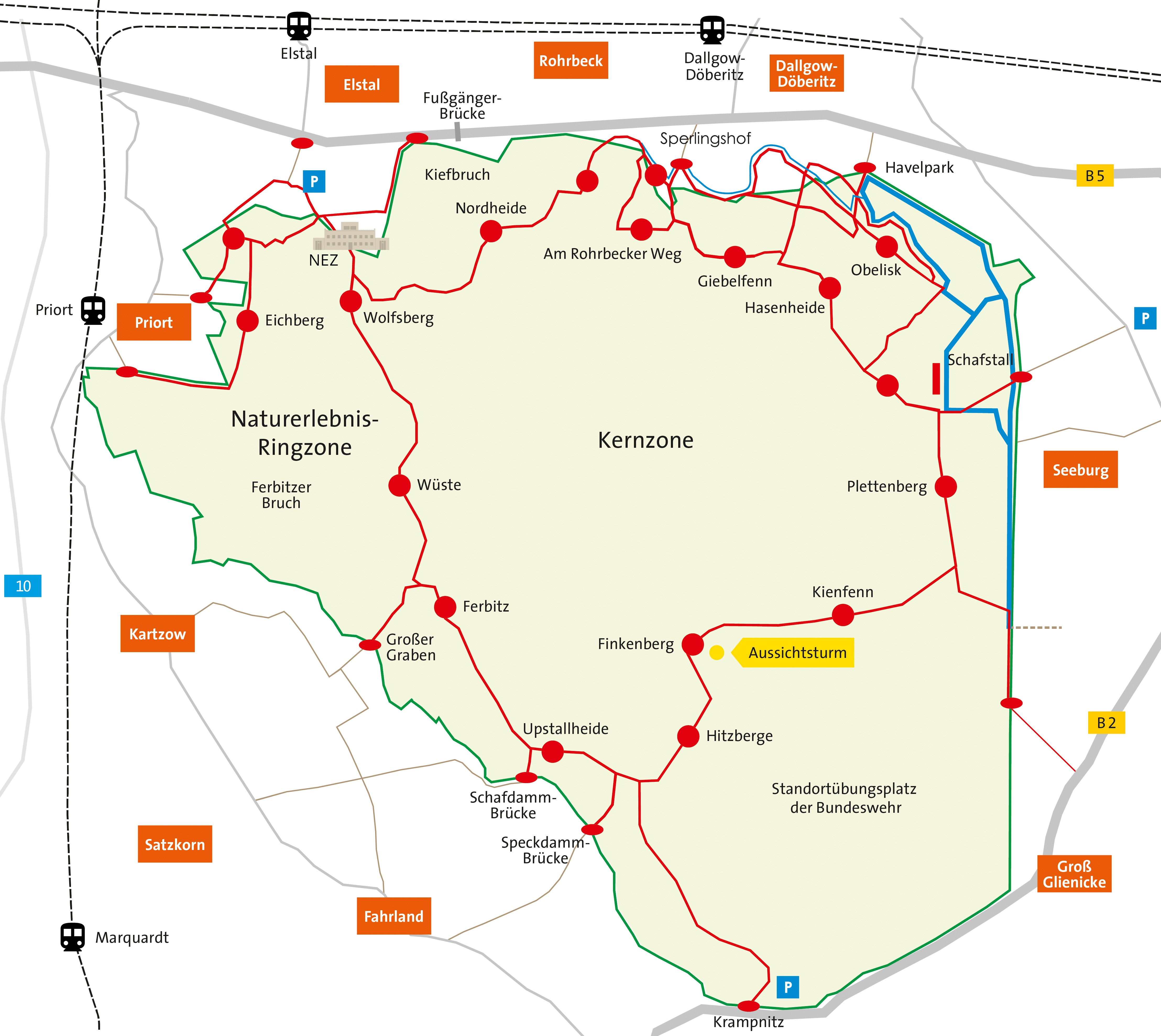
Karte der Döberitzer Heide

Das 1997 eingerichtete Naturschutzgebiet (NSG) Döberitzer Heide (etwa 3415 ha) bildet zusammen mit dem 1996 festgesetzten NSG Ferbitzer Bruch (etwa 1155 ha) große Teile der rund 3600 ha großen Sielmanns Naturlandschaft Döberitzer Heide. Dabei handelt es sich bei den Gebieten des NSG Döberitzer Heide überwiegend um die höher und trockener gelegenen, während das NSG Ferbitzer Bruch tiefere und feuchtere Gebiete umfasst. Die Naturlandschaft besteht aus einer inneren Kernzone und einer äußeren Naturerlebnis-Ringzone.
Das Gebiet wurde bis 1991 über 95 Jahre lang ununterbrochen militärisch genutzt und blieb so weitgehend von einer Bewirtschaftung verschont. Dadurch entstanden wertvolle Offenlandschaften mit Heiden, Sandflächen und Trockenrasen – die Lebensräume für viele zum Teil sehr seltene Tier- und Pflanzenarten sind. Durch den hohen Munitionsverdacht blieb das Gelände aber zunächst noch Sperrgebiet. Die Döberitzer Heide ist nach der europäischen Fauna-Flora-Habitat-Richtlinie ausgewiesen.
In der Döberitzer Heide wurden derzeit fast 6.700 Pflanzen-, Pilz- und Tierarten nachgewiesen, darunter nahezu 1000 Arten verschiedener Farne und Blütenpflanzen wie die vom Aussterben bedrohten Spezies Sumpf-Knabenkraut, Lungen-Enzian und die Lederblättrige Rose. Außerdem kommen derzeit dort etwa 1762 verschiedene Käferarten sowie mindestens 212 Wespen-, 177 Bienen-, 197 Vögel-, 312 Spinnen-, 1.223 Schmetterlings- und 52 Säugetierarten vor. Die Döberitzer Heide bietet unter anderem einen Lebensraum für die seltenen Seeadler und Fischotter. Es sind auch Vorkommen der beiden Urzeitkrebse Branchipus schaefferi und Triops cancriformis bekannt.
Seit März 2024 lädt ein Natur-Erlebniszentrum nahe Elstal Besucher ein, sich über die Döberitzer Heide und deren Artenvielfalt zu informieren. Durch Umweltbildungsangeboten zu verschiedenen Themengebieten wird Wissen an Firmen, Schulklassen und interessierte Privatpersonen in geführten Wanderungen vermittelt.

### Kernzone

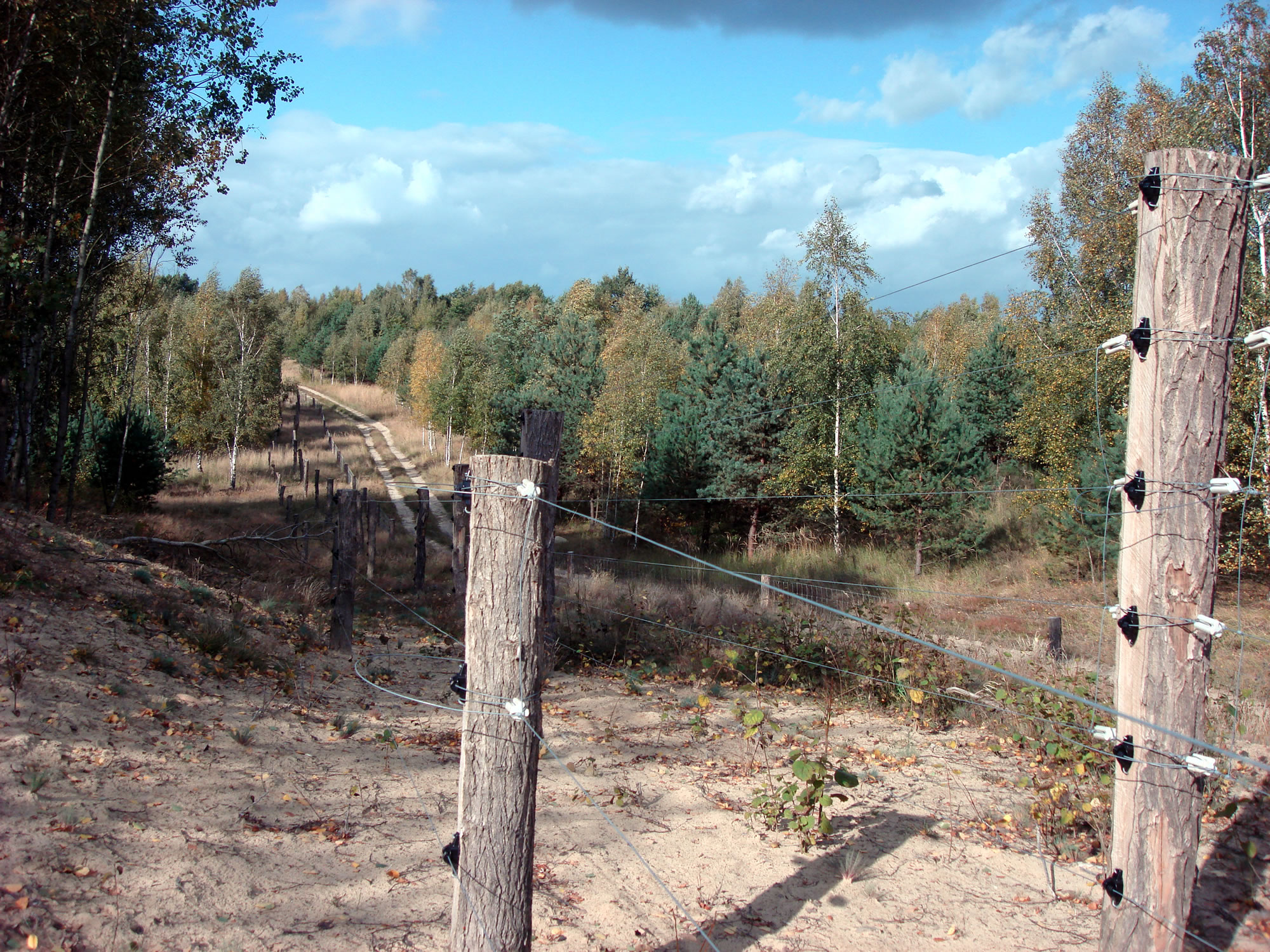
Elektrozäune der Kernzone

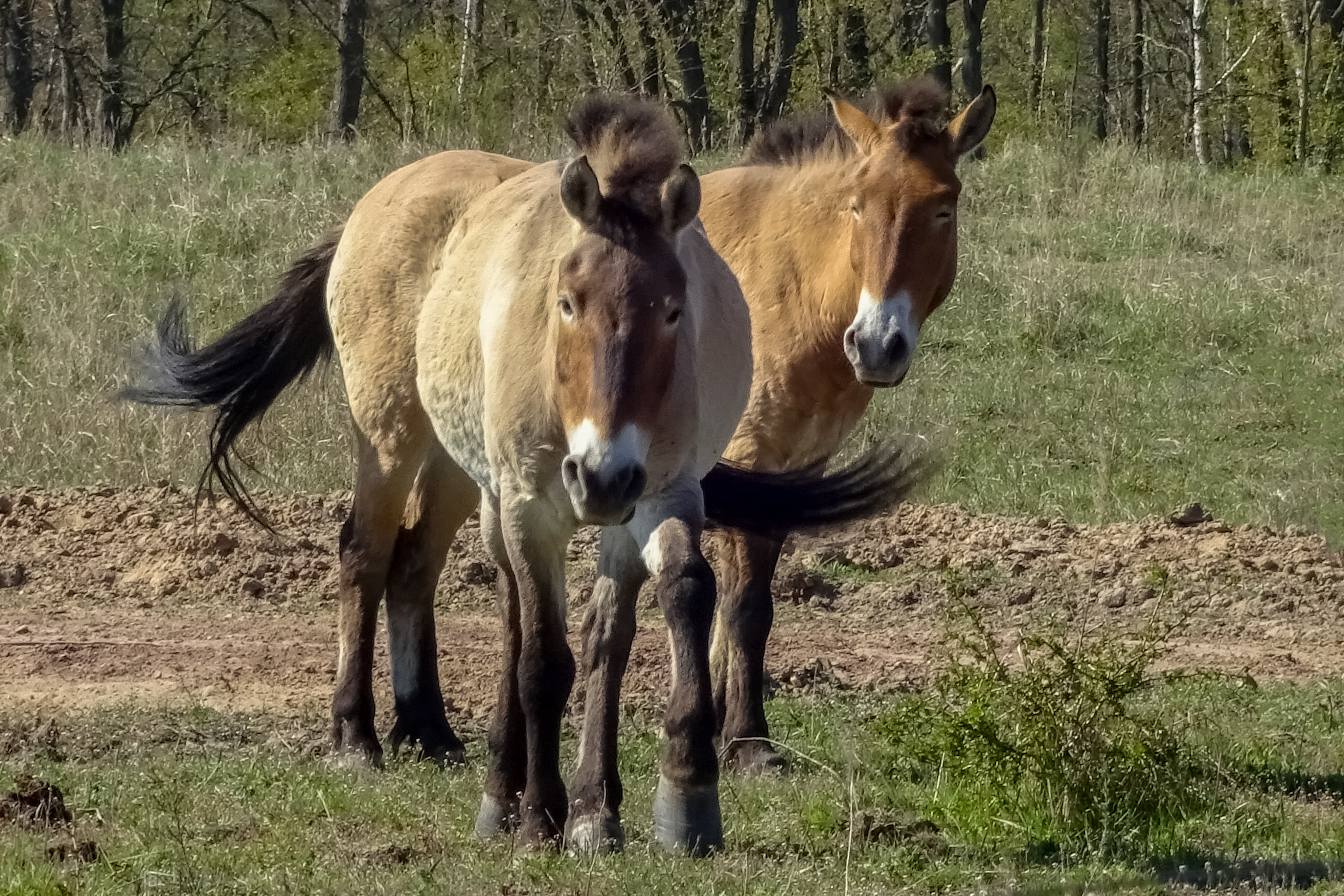
Przewalski-Pferde in der Kernzone

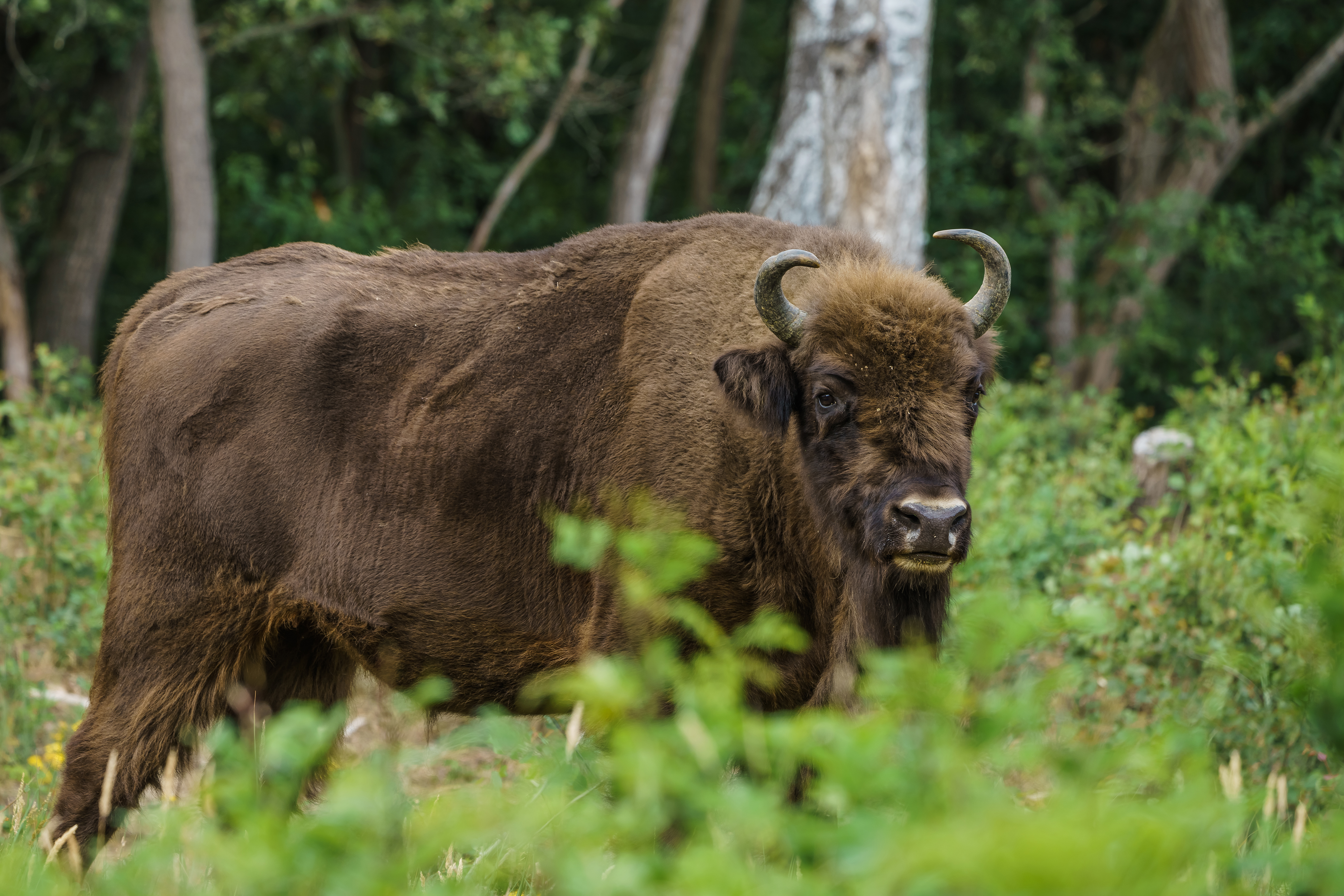
Wisent in der Kernzone

Die Kernzone hat eine Größe von 1860 ha (inkl. Eingewöhnungszone) und ist zum Schutz der Tiere und Menschen mit einem dreifachen Zaun (einem Maschendrahtzaun und zwei elektrischen Zäunen von 1,5 m bzw. ca. 2 m Höhe) umgeben. In der Kernzone sorgen seit 2010 große Pflanzenfresser für den Erhalt des wertvollen Offenlandes.
Die in der Kernzone eingebrachten Tiere wie Rothirsche, Wisente und Przewalski-Pferde leben hier wie wild und weitestgehend vom Menschen unbeeinflusst. Sie sollen durch ihr Fressverhalten u. a. offene und halboffene Lebensräume erhalten und vor einer Wiederbewaldung bewahren. Im Januar 2008 wurden die ersten Przewalski-Pferde, im März die ersten Wisente in die Eingewöhnungszone entlassen, die heute direkt mit der Kernzone verbunden ist. Daneben diente das Projekt dem Erhalt der seltenen Wisente und Przewalski-Pferde.
Aktuell leben mehr als 130 Wisente, rund zwei Dutzend Przewalski-Pferde und etwa 100 Rothirsche in der Kernzone. Sie sind ganz auf sich gestellt; u. a. werden sie nicht gefüttert und nicht geimpft.

### Naturerlebnis-Ringzone

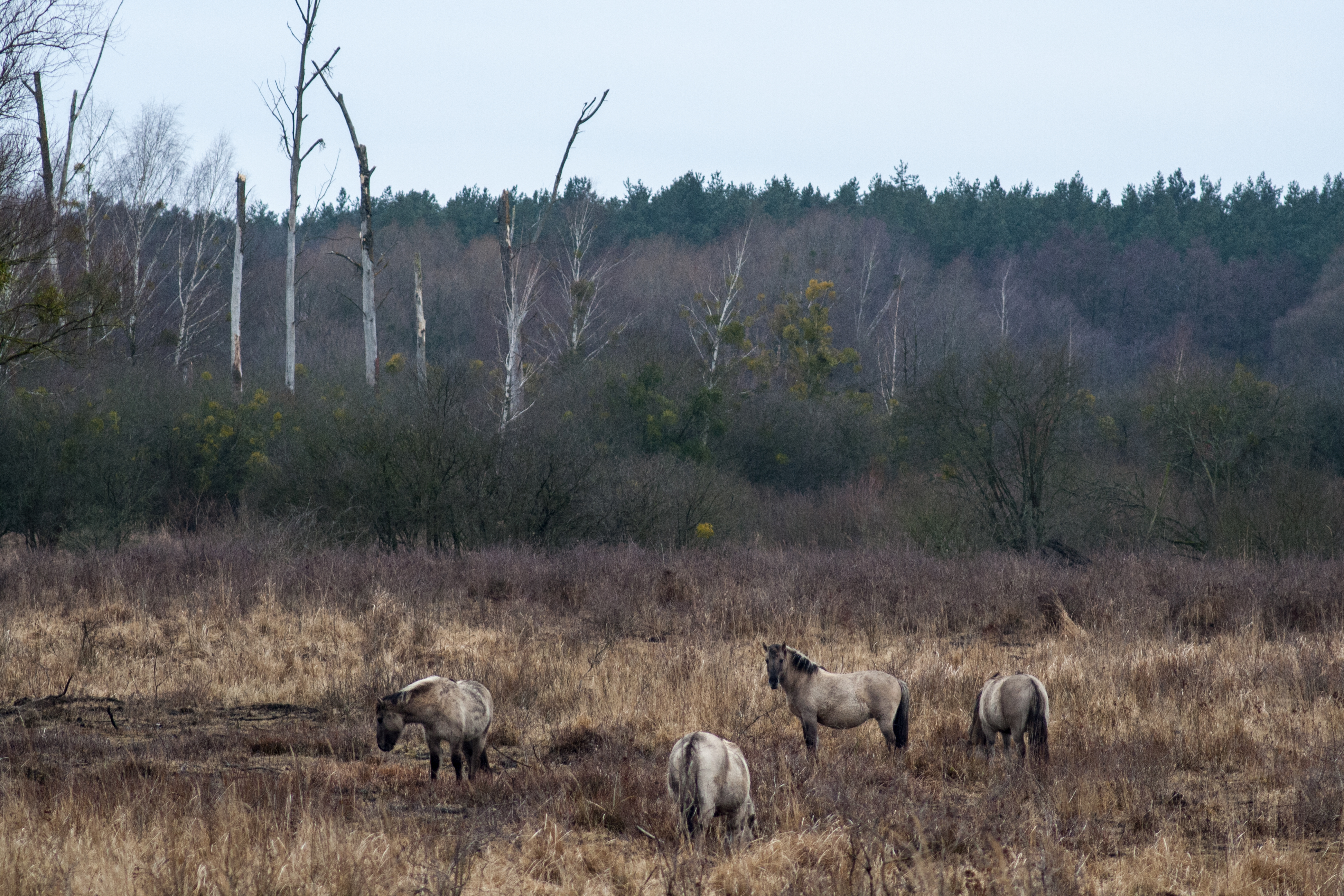
Konikpferde des Fördervereins in der Naturerlebnis-Ringzone

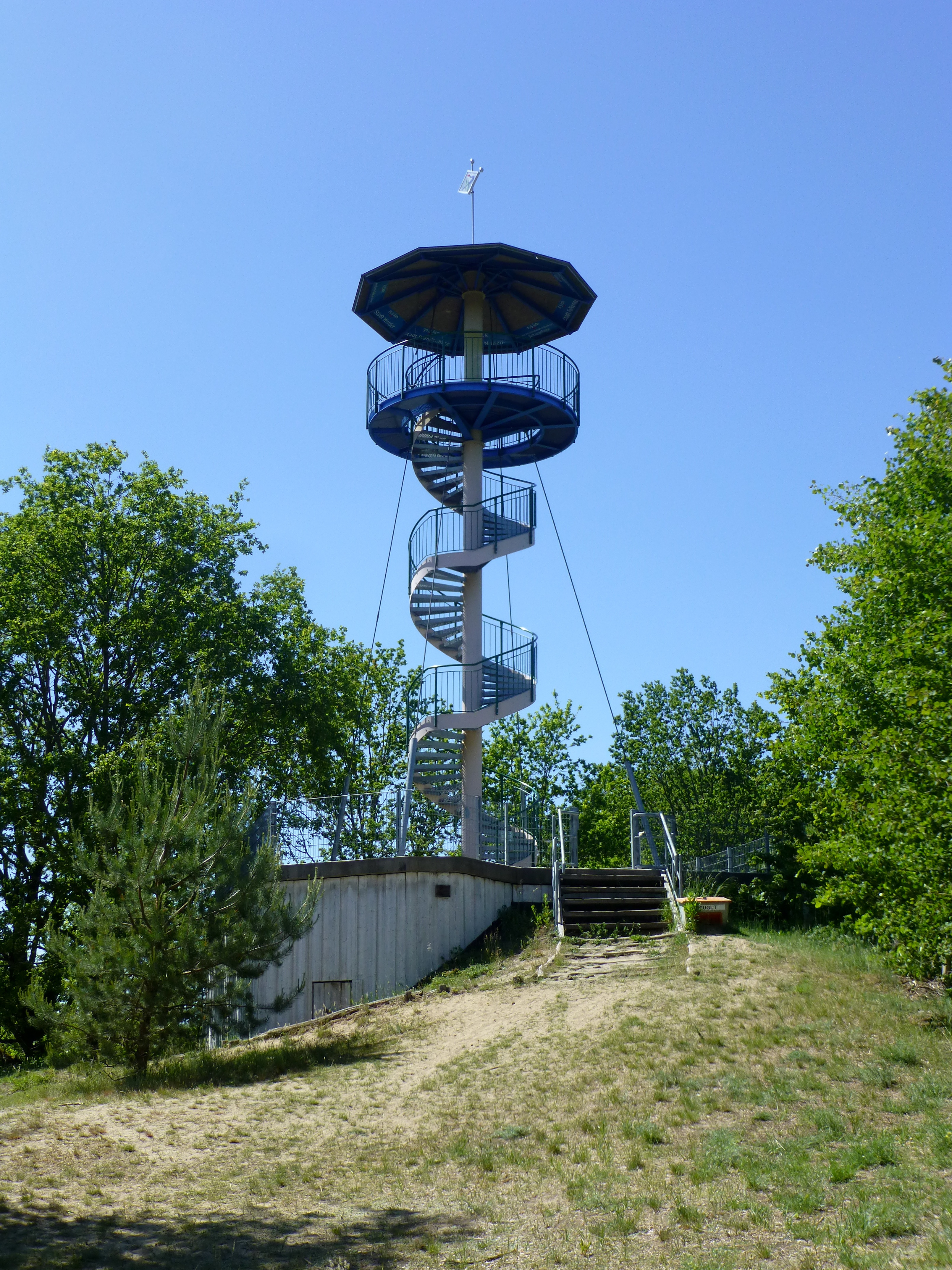
Aussichtsturm am Finkenberg

Die Kernzone wird von der sogenannten Naturerlebnis-Ringzone (kurz Nerz) umschlossen: Diese umfasst eine Fläche von etwa 1800 ha. Hier erfolgen die Pflege und Erhaltung der vielfältigen naturschutzrelevanten Flächen durch den Einsatz von landwirtschaftlichen Nutztieren wie Ziegen, Schafen, Pferden, unterschiedlichen Rinderrassen, Wasserbüffeln und Eseln. Besagte Flächen sind an lokale Akteure verpachtet, die diese Weideprojekte realisieren.
Die Naturerlebnis-Ringzone ist durch verschiedene Wanderwege erschlossen, die punktuell um Rast- und Aussichtspunkte ergänzt wurden. Entlang der Wege können Galloway- und Heckrinder, verschiedene Schaf- und Ziegenrassen, Sardische Hausesel sowie Konikpferde beobachtet und erlebt werden.

### Chronologie
| Jahr           | Ereignis |
| 1992           | Aufgabe der militärischen Nutzung und Abzug der russischen Truppen. |
| 1992           | Gründung des Naturschutz-Fördervereins Döberitzer Heide durch lokale Naturwissenschaftler und Naturschützer, mit dem Ziel, das naturräumlichen Potential der Flächen zu erhalten und zu entwickeln.                                                                                               |
| April 1996     | Mit der Verordnung über das Naturschutzgebiet „Ferbitzer Bruch“ vom 16. April 1996 wurden die westlichen Teile des ehemaligen Truppenübungsplatzes Döberitz zum rund 1155 ha großen NSG Ferbitzer Bruch erklärt.                                                                                  |
| 1996           | Überlassung von 3850 ha der Döberitzer Heide der Brandenburgischen Boden Gesellschaft an den Naturschutz-Förderverein Döberitzer Heide mit einem Nutzungsüberlassungsvertrag. |
| November 1997  | Mit der Verordnung über das Naturschutzgebiet „Döberitzer Heide“ vom 24. November 1997 wurden rund 3415 ha als NSG Döberitzer Heide festgesetzt. |
| 1998           | Verleihung des Umweltpreises 1998 vom Land Brandenburg an den Förderverein für die „herausragende Arbeiten beim Biotop- und Artenschutz, in der Landschaftspflege, bei der Konversion und im Konfliktmanagement“                                                                                  |
| 1998           | In einem ersten Abschnitt wurde ein etwa 12 km langer Wanderweg eröffnet. |
| 2000           | Ein zweiter Abschnitt mit einem 9 km langen Wanderweg wurde freigegeben. |
| 2001           | Offizielle Eröffnung des Naturschutzzentrums des Fördervereins mit einer Ausstellung zum Naturschutz und zur Geschichte der Döberitzer Heide |
| Juli 2004      | Die Heinz Sielmann Stiftung kaufte für etwa 2,3 Millionen Euro 3442 Hektar der Döberitzer Heide. |
| Mai 2006       | In der Nähe von Elstal wurde ein 31 ha großes Schaugehege eröffnet. |
| 2007           | Ein 55 ha großes Eingewöhnungsgehege wurde zum Zweck einer späteren Auswilderung der Tiere in die Kernzone der Döberitzer Heide eröffnet. Zunächst sollten dort vier Pferde und drei Wisente auf das Leben in der freien Wildbahn vorbereitet werden, unter Beobachtung, jedoch ohne Zufütterung. |
| 2007           | Seit September wird in der Döberitzer Heide eine Fledermausnacht durchgeführt, bei der Wasserfledermäuse beobachtet werden können. |
| März 2008      | Die ersten Wisente wurden in die Eingewöhnungszone entlassen. |
| September 2008 | Ein 8,2 km langer Abschnitt des Rundwanderwegs wurde zwischen Elstal und Fahrland für die Öffentlichkeit freigegeben. |
| Mai 2010       | Seit Anfang Mai 2010 leben elf Wisente und sieben Przewalski-Pferde in der vollständig umzäunten Kernzone. |
| Mai 2011       | Auf dem Finkenberg wird ein 15 Meter hoher Aussichtsturm eröffnet, der auf einem früheren Bunker errichtet wurde. |
| April 2014     | Neben dem Schaugehege wurde der Freizeitpark Karls Erlebnis-Dorf Elstal eröffnet. |
| 2014           | Der Naturschutz-Förderverein verkaufte Teile des Naturschutzzentrums an die Heinz Sielmann Stiftung. |
| April 2016     | Schließung des Schaugeheges der Heinz Sielmann Stiftung auf unbestimmte Zeit |
| 2016           | 17 Konikpferde aus dem niederländischen Projekt Free Nature der Foundation for Restoring European Ecosystems wurden in die Obhut des Naturschutz-Fördervereins Döberitzer Heide übergeben und können nun in der Naturerlebnisringzone beobachtet werden.                                          |
| März 2024      | Eröffnung des Natur-Erlebniszentrums Döberitzer Heide, einer Bildungseinrichtung mit multimedialer Ausstellung über die Artenvielfalt der Döberitzer Heide. |

## Bildergalerie

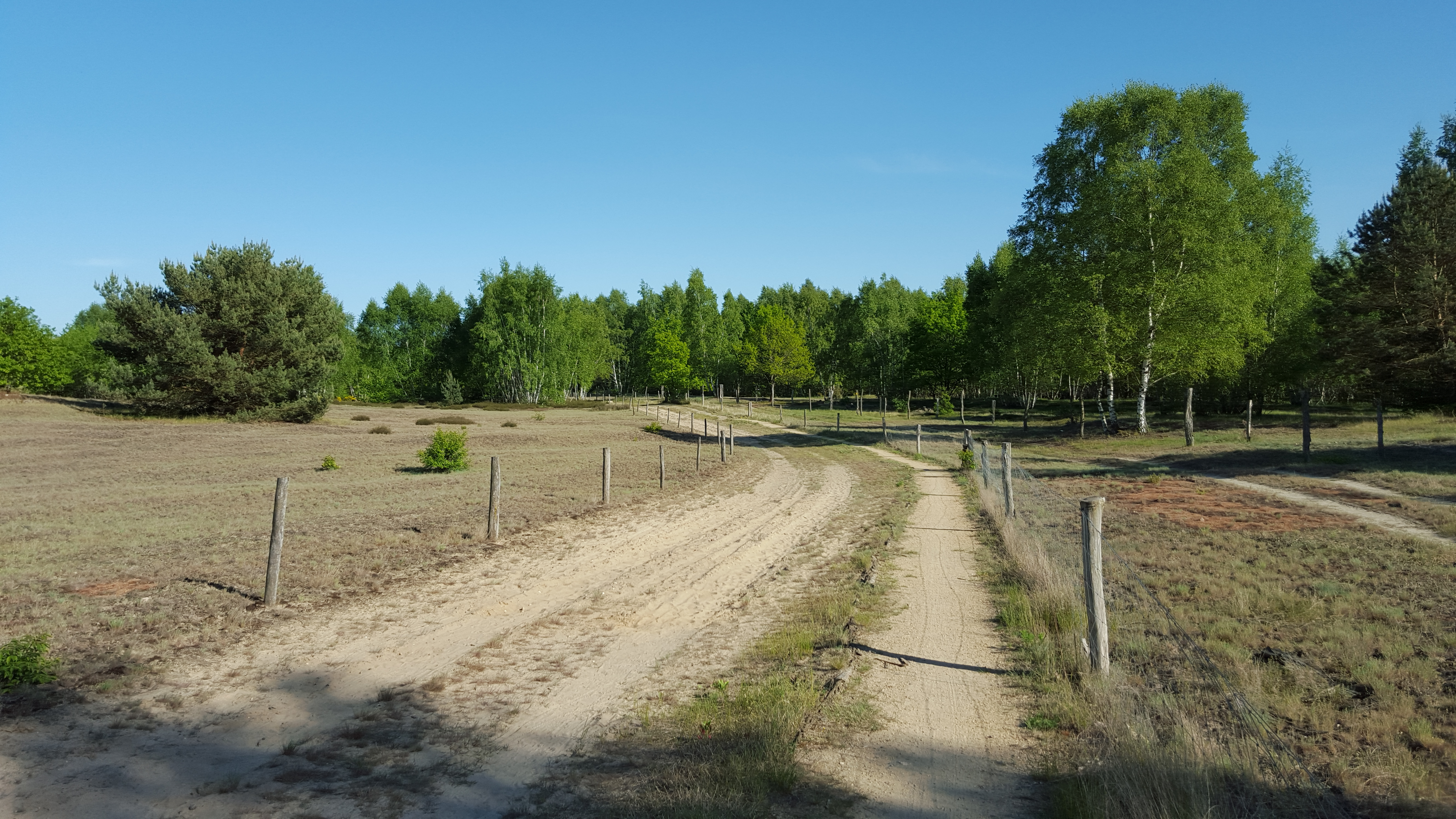
Landschaft
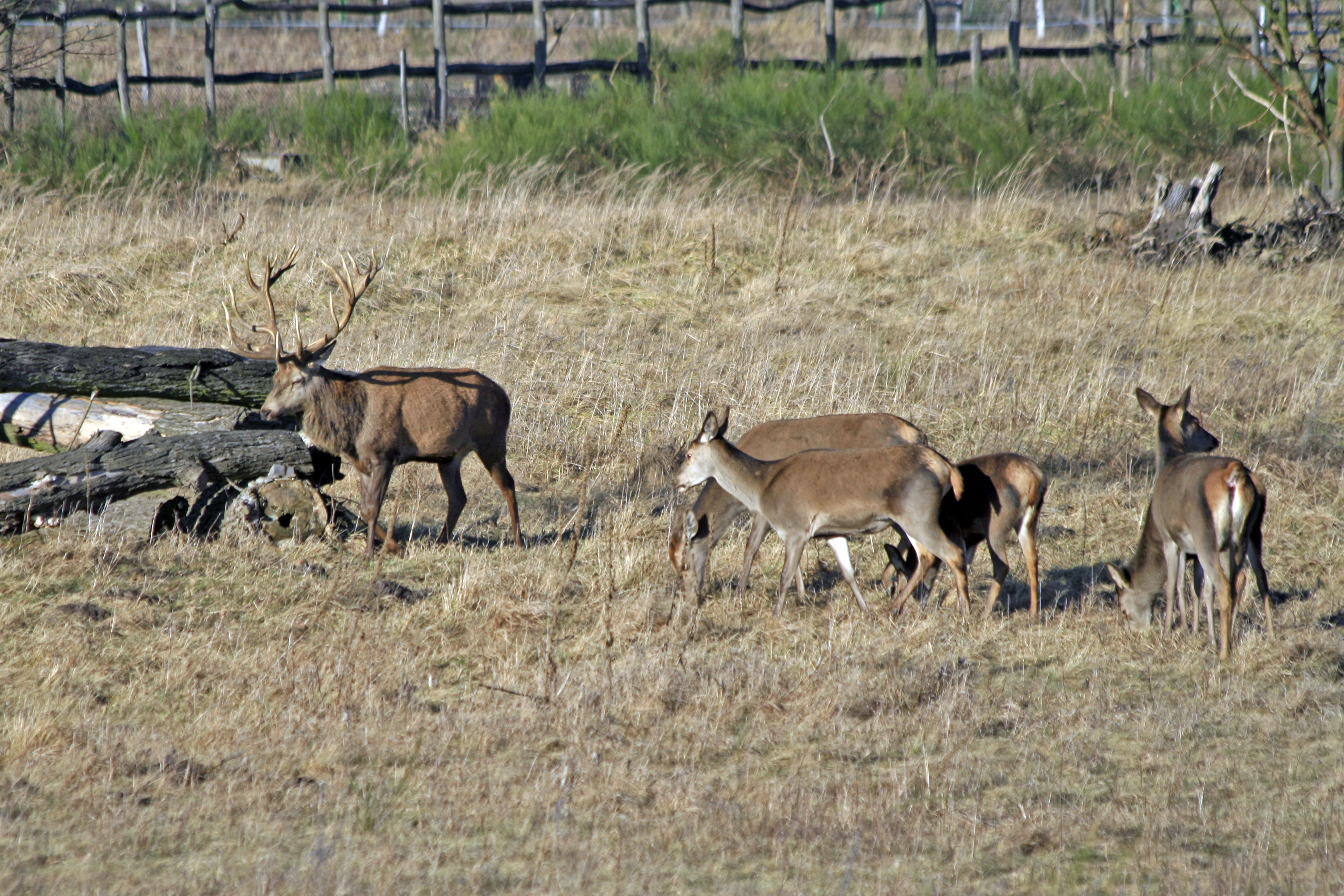
Rothirsche
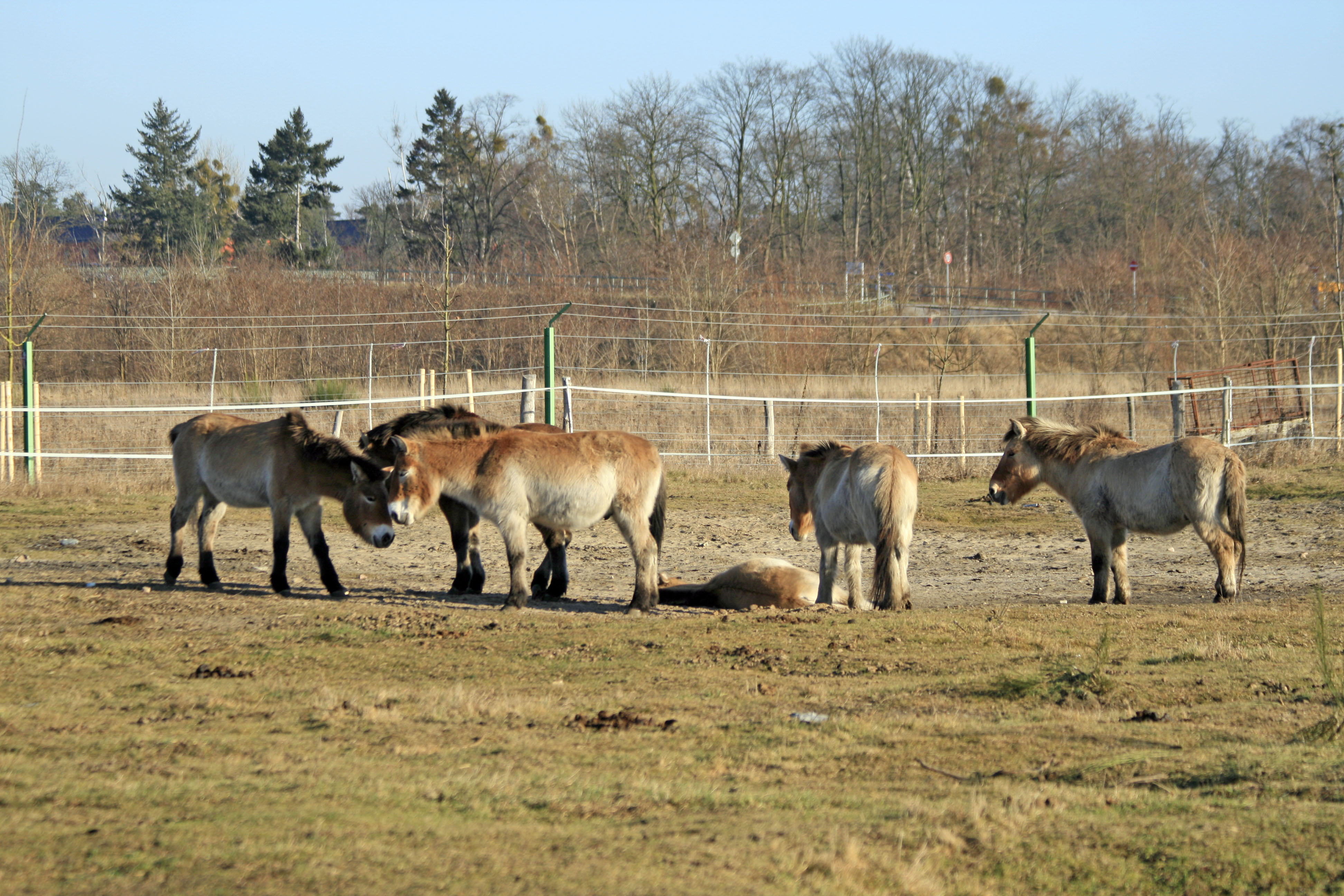
Przewalski-Pferde
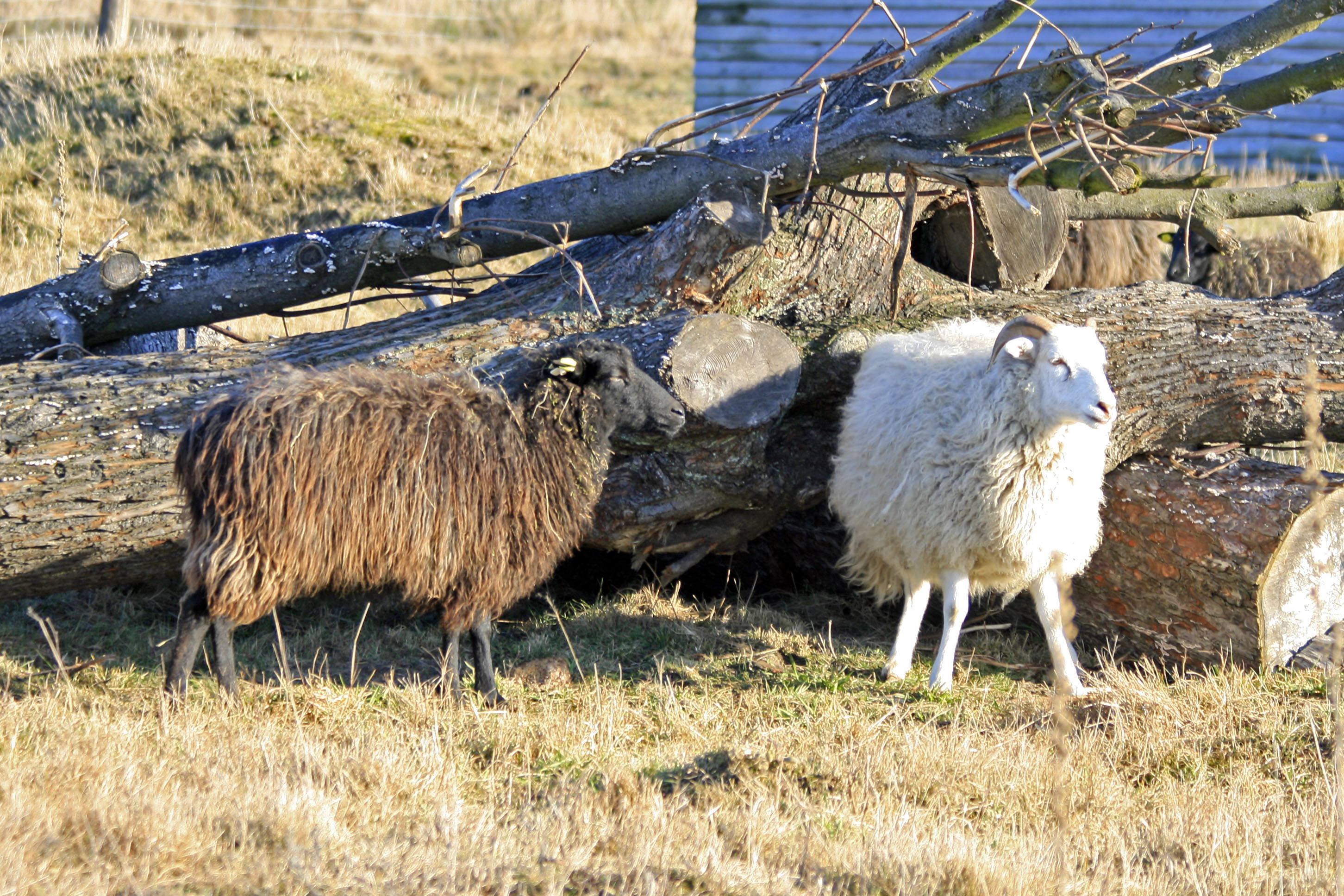
Skudden
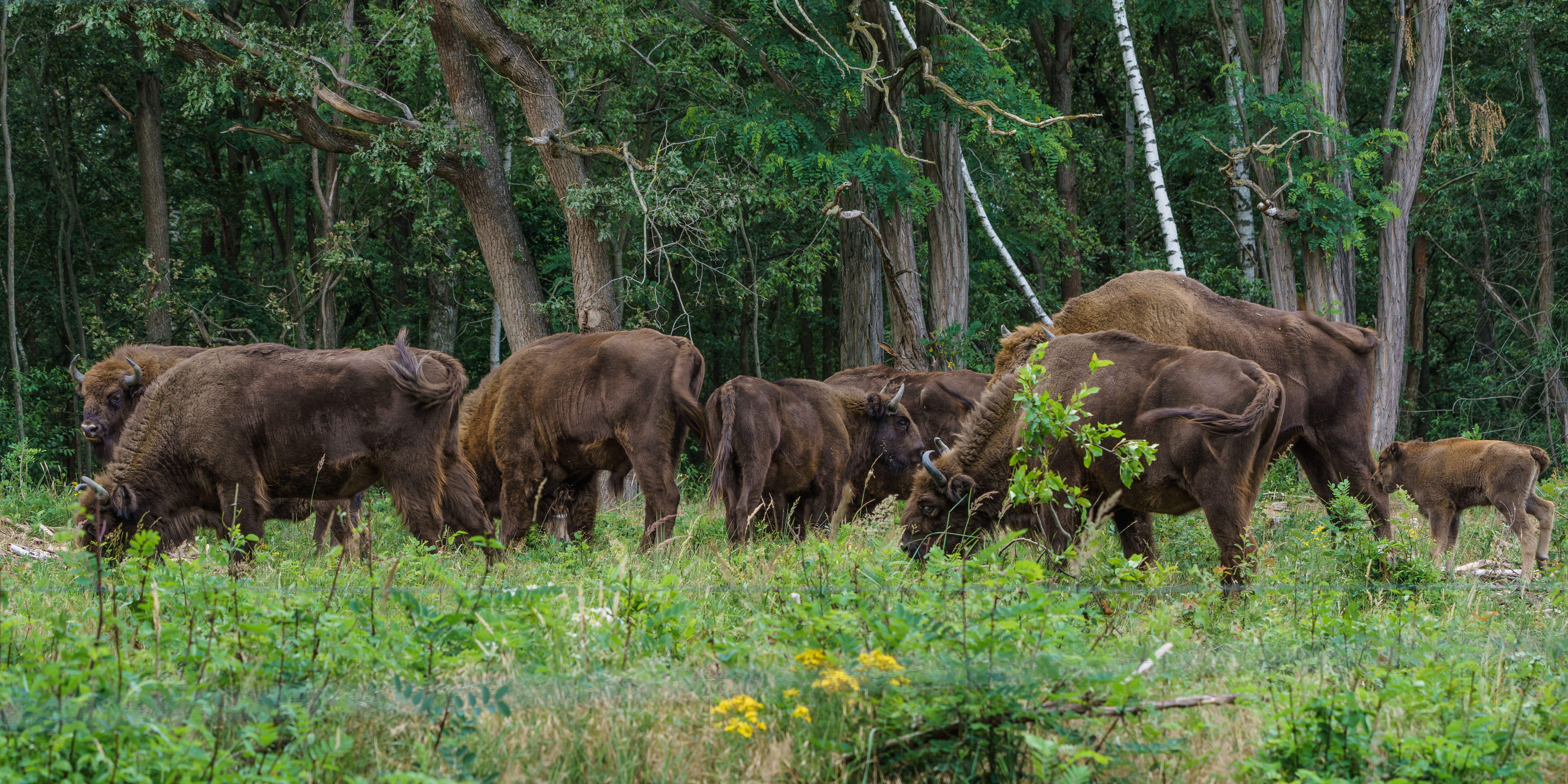
Wisente
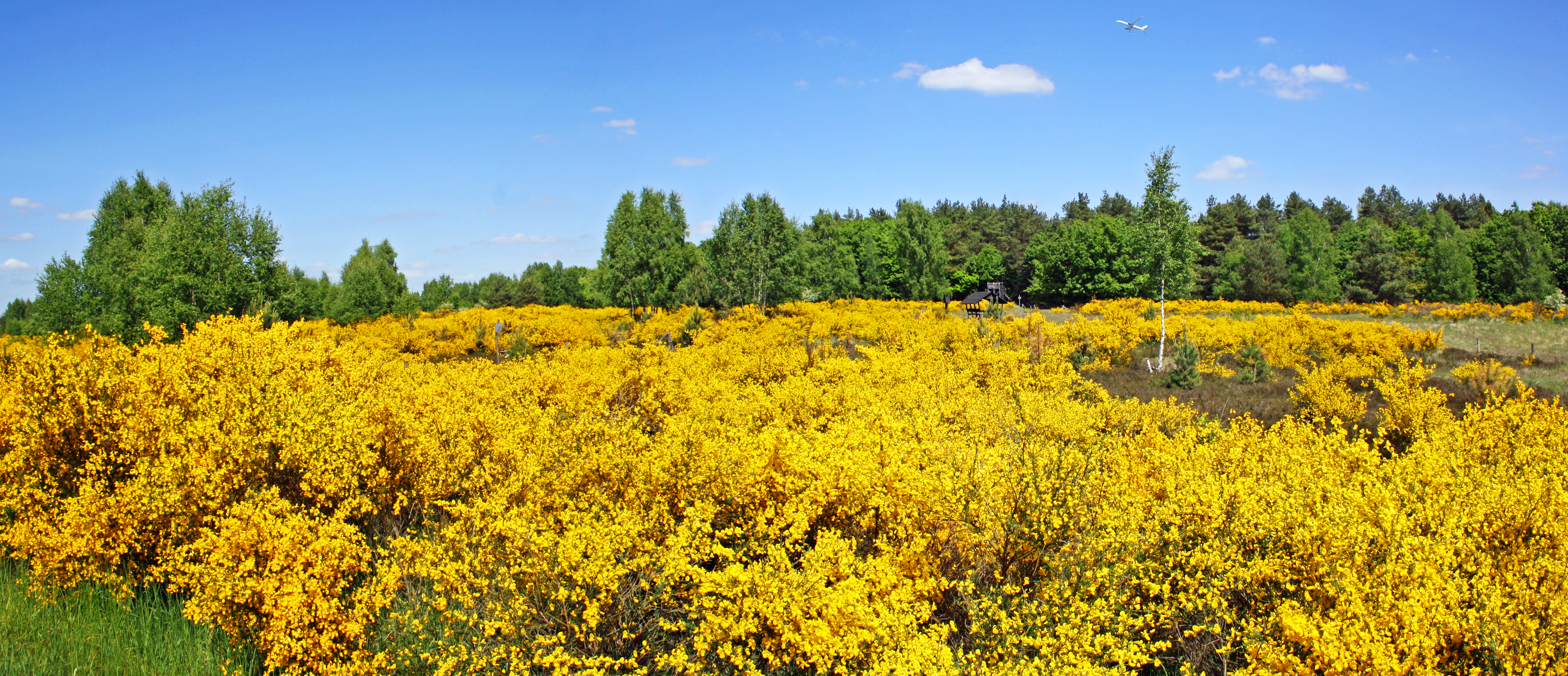
Landschaft